# Herb gminy Dobra (powiat limanowski)
Herb gminy Dobra – jeden z symboli gminy Dobra, autorstwa Włodzimierza Chorązkiego i Barbary Widłak, ustanowiony 20 października 2004.

## Wygląd i symbolika
Herb przedstawia na tarczy koloru błękitnego srebrną zawiązaną chustę (godło z herbu Nałęcz, którym posługiwali się właściciele terenów gminy), znajdującą się nad srebrnym trójwzgórzem, symbolizującym Beskid Wyspowy. 